# Иванковский историко-краеведческий музей
Иванковский историко-краеведческий музей (укр. Іванківський історико-краєзнавчий музей) — историко-краеведческий музей в пгт Иванкове Киевской области, в котором демонстрировались и хранились собрания материалов и предметов по истории, культуре и персоналиям бывшего Иванковского района (упразднённого в 2020 году). В конце февраля 2022 года музей был сожжён во время битвы за Иванков в ходе вторжения России на Украину.

## История
Музей открыт 21 февраля 1981 года, расположился в бывшем господском имении, перестроенном в советское время. На этой территории в Х-ХІІІ ст. было расположено древнерусское городище.
До уничтожения российскими войсками в 2022 году в нём хранилось 410 экспонатов. Экспозиционные разделы: «Фауна и флора района», «Довоенный период», «Вторая мировая война», «Чернобыльская катастрофа» и «Иванков современный». Функционировала выставка портретов и картин. Музей проводил встречи с земляками, музейные уроки, литературные часы, историко-краеведческие конференции.
Самыми ценными экспонатами музея была коллекция произведений украинской народной художницы в жанре «наивного искусства», лауреата Национальной премии Украины им. Т. Г. Шевченко Марии Примаченко (1908—1997).
В 2016—2018 годах помещение музея было капитально отремонтировано, экспозиция выстроена заново на основе коллекции, которая с момента создания музея значительно расширилась.

## Разрушение

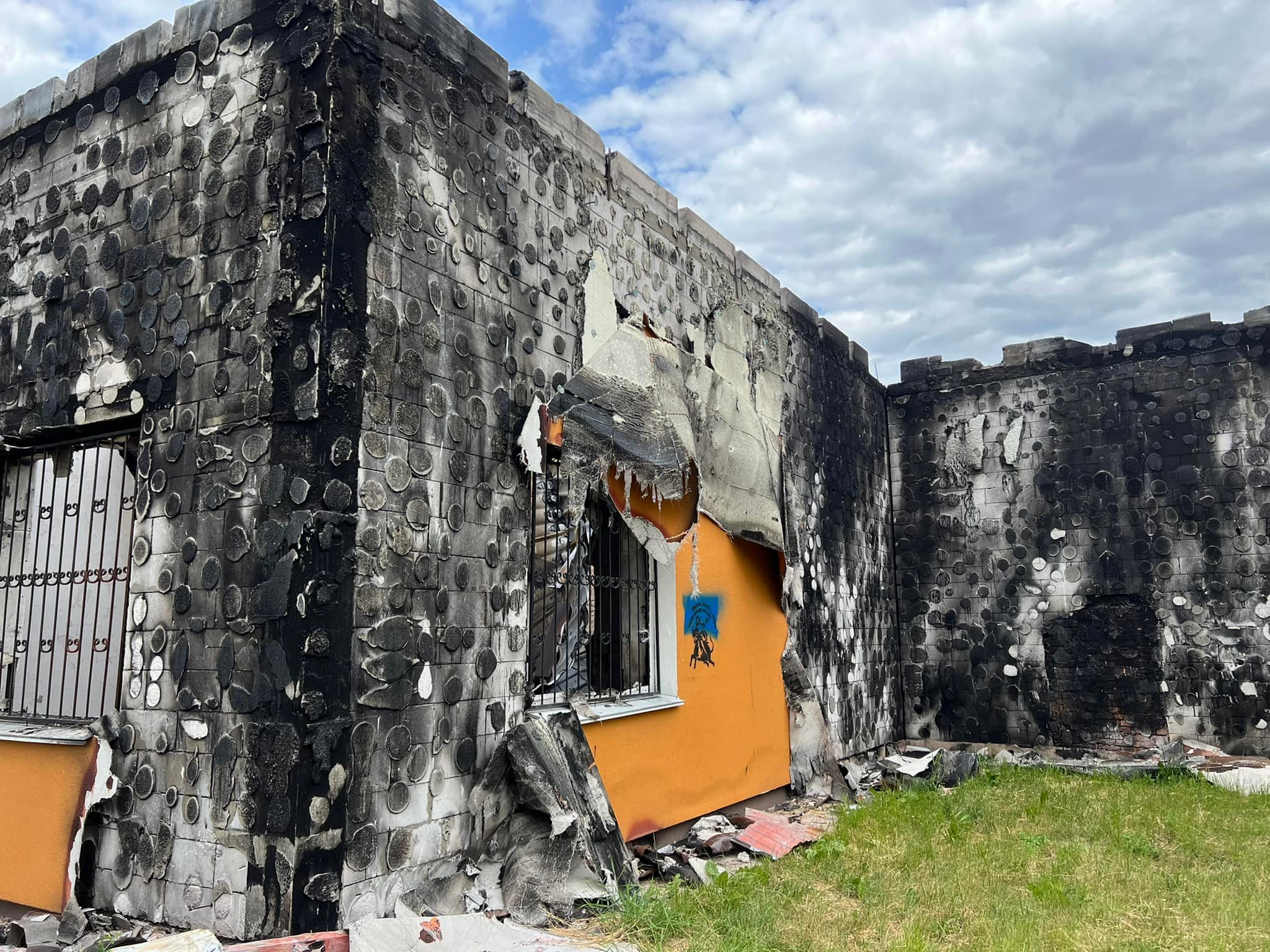
Сгоревший музей

25 (по другим данным, 27) февраля 2022 года во время битвы за Иванков, в ходе российского вторжения в Украину, музей сгорел после российской бомбардировки. Считались утраченными, среди прочего, и хранившиеся в нём работы Марии Примаченко. Директор Вышгородского историко-культурного заповедника Влада Литовченко в сообщении в соцсети назвала утрату непоправимой. Позднее появились сообщения, что жители Иванкова спасли некоторые картины Примаченко и другие экспонаты. По словам правнучки художницы и главы благотворительного фонда, посвящённого её наследию, Анастасии Примаченко, местный житель смог проникнуть в дымящееся здание, разбив окно, и спас около 10 картин. Всего в музее было 25 работ художницы.
В ответ на разрушение музея министр культуры Украины Александр Ткаченко выступил с требованием лишить Россию членства в ЮНЕСКО. 28 февраля Национальный комитет США Международного совета музеев опубликовал заявление, в котором осуждает «умышленное уничтожение (огнём)» музея, которое «проливает свет на ощутимое и необратимое влияние этой аморальной и неспровоцированной войны».